# الملموس
```
الأشياء القابلة للمس
 (
بالانجليزية
: Tangibility) هي عبارة عن صفة مميزة تسمح لشيء ما أن يكون ملموساً للحواس.
```

وفقاً لما نشره الفيلسوف بيوش ماثور في عام (2017)، تعرف الأشياء الملموسة بأنها الخاصية التي تُظهرها ظاهرة ما في حال إذا كانت تحتوي على شيء يسمى كتلة النقل أو الطاقة أو الزخم.
إن المفهوم الأكثر شيوعاً لمصطلح «الأشياء القابلة للمس» يجعل منها صفة مميزة تسمح لشيء ما أن يكون ملموساً للحواس.
في القانون الجنائي، تعتبر الممتلكات المسروقة التي يجب أن تكون ملموسة أحد عناصر جريمة السرقة بحد ذاتها.
```
يعد تعبير 
اللمس
 أحد متطلبات حماية 
حق المؤلف
 بالنسبة لتعريف أو سياق 
الملكية الفكرية
.
```

أما بالنسبة لمفهوم قانون الضرائب الدولي، ووفقاً للمادة 5(1) من معاهدة الضرائب النموذجية لمنظمة التعاون الإقتصادي والتنمية تطلب وقتاً محدداً لإنشاء منشأة دائمة تتكون من مكان ملموس للعمل، وإن هذه المشكلة تتعلق بفرض الضرائب على الاقتصاد الرقمي.
أما في سياق ومفاهيم التجارة، «الأشياء الملموسة» هي سلع مادية (عكس الخدمات والبرامج التي تسمى «البرامج الغير ملموسة»).

## انظر ايضاً
- أصول غير ملموسة
- قانون جنائي
- ملكية فكرية
- حقوق التأليف والنشر
- علامة تجارية